# Cladophoraceae
Cladophoraceae es una familia de algas del orden Cladophorales. Esta familia incluye principalmente A. linnaei, así como el género Chaetomorpha que tiene un par de miembros utilizados en acuarios de agua salada.

## Géneros
- Aegagropila
- Aegagropilopsis
- Basicladia
- Bryobesia
- Chaetomorpha
- Cladogonium
- Cladophora
- Cladophorella
- Gemmiphora
- Hormiscia
- Pithophora
- Prolifera
- Pseudocladophora
- Rhizoclonium